# Погодина-Кузмина, Ольга Леонидовна
О́льга Леони́довна Пого́дина (род. 11 ноября 1969) — петербургская писательница, драматург, сценаристка, театровед. Подписывается Пого́дина-Кузмина́ в память о своём родстве (правнучатая племянница) с Михаилом Кузминым.

## Биография
Родилась 11 ноября 1969 года где-то в Сибири. С трёхлетнего возраста живёт в Ленинграде. Окончила Санкт-Петербургскую академию театрального искусства по специальности «театроведение».
Театральные постановки по произведениям Ольги Погодиной-Кузминой осуществлялись в Москве, Петрозаводске, Магадане, Комсомольске-на-Амуре и других городах. По её сценариям сняты художественные фильмы.
В 2022 году подписала письмо в поддержку российского военного вторжения на Украину.

## Творчество

#### Романы
- «Адамово яблоко» (2011)[Р 1],
- «Власть мёртвых» (2013)[Р 2][Р 3],
- «Сумерки волков» (2015)[Р 4],
- «Ласковая вечность» (2016)[Р 5],
- «Герой» (2016)[Р 6],
- «Уран» (2019)[Р 7].

#### Пьесы
- «Мармелад»,
- «Сухобезводное»,
- «Толстого.нет» (пьеса про Л. Н. Толстого)[Р 8],
- «Глиняная яма»,
- «Председатели земного шара» (пьеса про В. В. Маяковского и Велимира Хлебникова).

### Фильмография
Ольга Погодина-Кузмина является автором сценариев к фильмам:
- 2010 — «Комедианты» (реж. Александр Галибин)
- 2012 — «Русский способ» (реж. Андрей Никитинских)[4]
- 2013 — «Танец орла» (реж. Виктор Алфёров),
- 2014 — «Две женщины» (другое название — «Месяц в деревне»; реж. Вера Глаголева)
- 2015 — «Тэли и Толи» (реж. Александр Амиров)[5]
- 2016 — «Герой» (другое название — «Музыка во льду»; реж. Юрий Васильев)[6].
- 2018 — «Каникулы президента» (реж. Илья Шерстобитов)
- 2018 — «Не чужие» (реж. Вера Глаголева)
- 2018 — «Облепиховое лето» (реж. Виктор Алфёров)
- 2019 — «Легенды Петербурга. Ключ времени» (реж. Алексей Тельнов)
- 2023 — «Золото Умальты» (реж. Андрей Богатырёв)[7]

## Награды и номинации
- В 2003 году заняла второе место в категории «Пьеса» («Мармелад.ru») на конкурсе молодых драматургов Санкт-Петербурга, проводившемся в рамках фестиваля «Новая драма»[8][9].
- В 2007 году была удостоена драматургической премии «Евразия» в категории «Пьеса на свободную тему» («Глиняная яма»)[10].
- В 2013 году с романом «Власть мёртвых» вошла в шорт-лист литературной премии «Национальный бестселлер»[11][12].
- В 2015 году получила премию «Золотой жасмин» на Тегеранском международном кинофестивале за сценарий к фильму «Две женщины»[13].